# Throne and Liberty
Throne and Liberty — массовая многопользовательская ролевая онлайн-игра, разработанная и изданная южнокорейской компанией NCSoft. В Северной Америке, Европе и Японии её издателем выступит компания Amazon Games.
Изначально игра была частью серии Lineage и продолжением её первой части, но в процессе разработки проект был переработан и реструктурирован. Впервые игра была анонсирована под названием Lineage Eternal в ноябре 2011 года, однако её выход неоднократно откладывался. Первое закрытое бета-тестирование состоялось в 2016 году в Южной Корее. В 2017 году NCSoft переименовала игру в Project TL, а в 2022 году — в Throne and Liberty.

## Разработка
В ноябре 2011 года NCSoft официально анонсировала игру на выставке G-Star 2011.
В процессе разработки игры возникали многочисленные задержки. Первые ролики игрового процесса были показаны 9 ноября 2011 года на игровой выставке G-Star 2011 в Южной Корее. В августе 2013 года NCSoft готовилась выпустить бета-версию Lineage Eternal к концу этого же года. В конце 2015 года разработчики планировали начать бета-тестирование в Южной Корее, однако во время ноябрьской конференции они подтвердили, что закрытое бета-тестирование будет отложено до 2016 года. Закрытое бета-тестирование в Корее было назначено на ноябрь 2016 года. В конце 2017 после серии закрытых бета-тестов, разработчики сменили название на Project TL и вновь перенесли сроки.
В феврале 2022 года ожидалось, что Project TL будет запущена во второй половине текущего года. В следующем месяце игра была официально переименована в Throne and Liberty.
Компания Amazon получила права на издание игры в 2023 году и выпустит Throne and Liberty в Северной Америке, Европе и Японии, для Windows, PlayStation 5 и Xbox Series X/S с полной кроссплатформенной поддержкой. В июле 2024 года вышла открытая бета-версия, релиз которой запланирован на 17 сентября. Бета-версия привлекла около 60 тыс. игроков на старте и упала примерно до 38 тыс. на следующий день. В августе 2024 года Amazon и NCSoft объявили о переносе выхода игры на 1 октября 2024 года.

### Кража исходного кода
27 апреля 2007 года сеульская полиция огласила детали дела о семерых разработчиках NCSoft, подозреваемых в продаже исходного кода Lineage III одной крупной японской игровой компании. Возможно допущена фактическая ошибка в названии игры или движка, так как на тот момент игра не разрабатывалась. Предположительно речь шла исключительно о неком движке, но ещё не было точных сведений о его применении. Согласно подсчётам NCSoft, фирме был нанесён потенциальный ущерб в один миллиард долларов США.
В начале 2010 года Центральный окружной суд Сеула обязал компанию Bluehole Studio компенсировать компании NCSoft кражу исходного кода Lineage III. Сумма компенсации составляла 2 млрд корейских вон (на то время 1 798 755 долл. США). Данное решение суда было принято после того, как он установил вину бывшего директора по разработке Lineage III. Причиной судебного разбирательства стал тот факт, что бывшие разработчики Lineage III — Кан (англ. Kang) и Ё (англ. Yo), — использовали наработки по Lineage III для игры TERA: The Exiled Realm of Arborea, разрабатываемой Bluehole Studios.